# 屋島
屋島（やしま、旧字体：屋嶋）は、香川県高松市の北東に位置する、硬質の溶岩に覆われた平坦面が侵食された残丘。南北に長い台地状の地形。
周辺は屋島地区と呼ばれる。

## 概要
屋島の名称は屋根のような形状に由来し、高松市のシンボルになっている。また、古来から瀬戸内海の海路の目印となる特徴物であり、海外交流交易海路に面した要衝であった。
屋島は江戸時代までは陸から離れた島であったが、江戸時代に始まる塩田開発と干拓水田は後の時代に埋め立てられ、陸続きになった。ただし、相引川を瀬戸内海につながる「水路」とみなした場合には、四国本島と切り離されているという見方も出来る。海上保安庁では屋島を島として定めているが、現在の法定区分は、高松市を形成する四国本島の扱いである。全体の大きさは南北に約5km、東西に約2km、南嶺の標高は292m、北嶺の標高は282m、平坦な頂面の周囲に急な崖を持つ典型的なメサの地形であり、開析溶岩台地。両峰は細い尾根で接続されている。
なお、当山は四国百名山の57番であり、その制覇を目指すものにとっての最高地点である一等三角点「南嶺292.1m」がある。

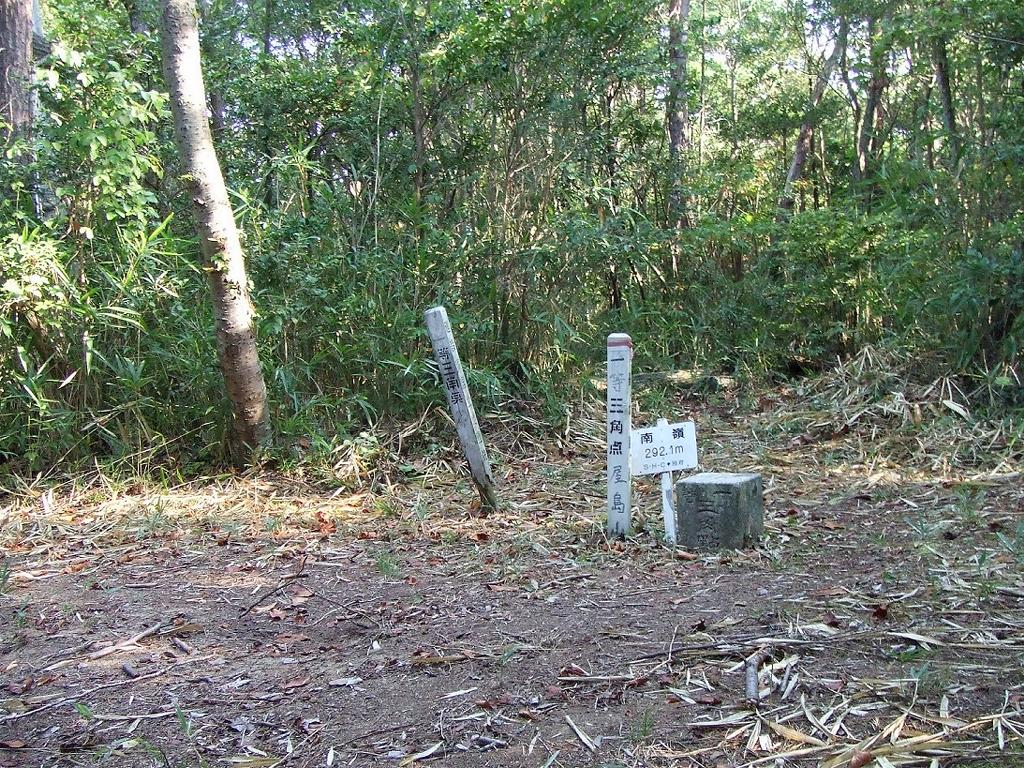
屋島山頂　一等三角点

東岸と西岸と相引川沿いの埋立地は、住宅地・市街地に改変され、国の史跡および天然記念物の指定区域内に多くの人が集住している。
山上に多島海が眺められる展望景観を有し、1934年（昭和9年）3月16日、国立公園として初の瀬戸内海国立公園に指定された。当初の指定区域は屋島を含む備讃瀬戸の一帯である。
島内に重層の遺跡を有し、まれな台地であることから、1934年（昭和9年）11月10日、国の史跡および天然記念物「屋島」に指定された。史跡および天然記念物の指定範囲は、相引川以北の全域と、その地先の100mの海面区域である。
663年に起こった白村江の戦いの後に屋嶋城が築かれ、山上の全域が城とされている。また、南嶺山上に唐僧・鑑真が創建したとの伝承をもつ屋島寺がある。東岸の入江の一帯は古来の檀ノ浦（讃岐檀ノ浦）で、治承・寿永の乱（源平合戦）における重要な局地戦の一つである屋島の戦いがここを戦場として繰り広げられた。そのほかにも、長崎ノ鼻古墳（ながさきのはなこふん）、北嶺山上に千間堂跡（せんげんどうあと）、屋島経塚（やしまきょうづか）、長崎ノ鼻砲台跡などがある。
屋島スカイウェイの通じた南嶺山上は、香川県を代表する観光地の一つとして開発されている。しかし、北嶺山上は良好な自然公園である。両者は細い尾根で接続され、各々周回した歩行者専用の探勝遊歩道と、南北嶺を縦走できる登山道が整備されている。

## 地形・地質ほか

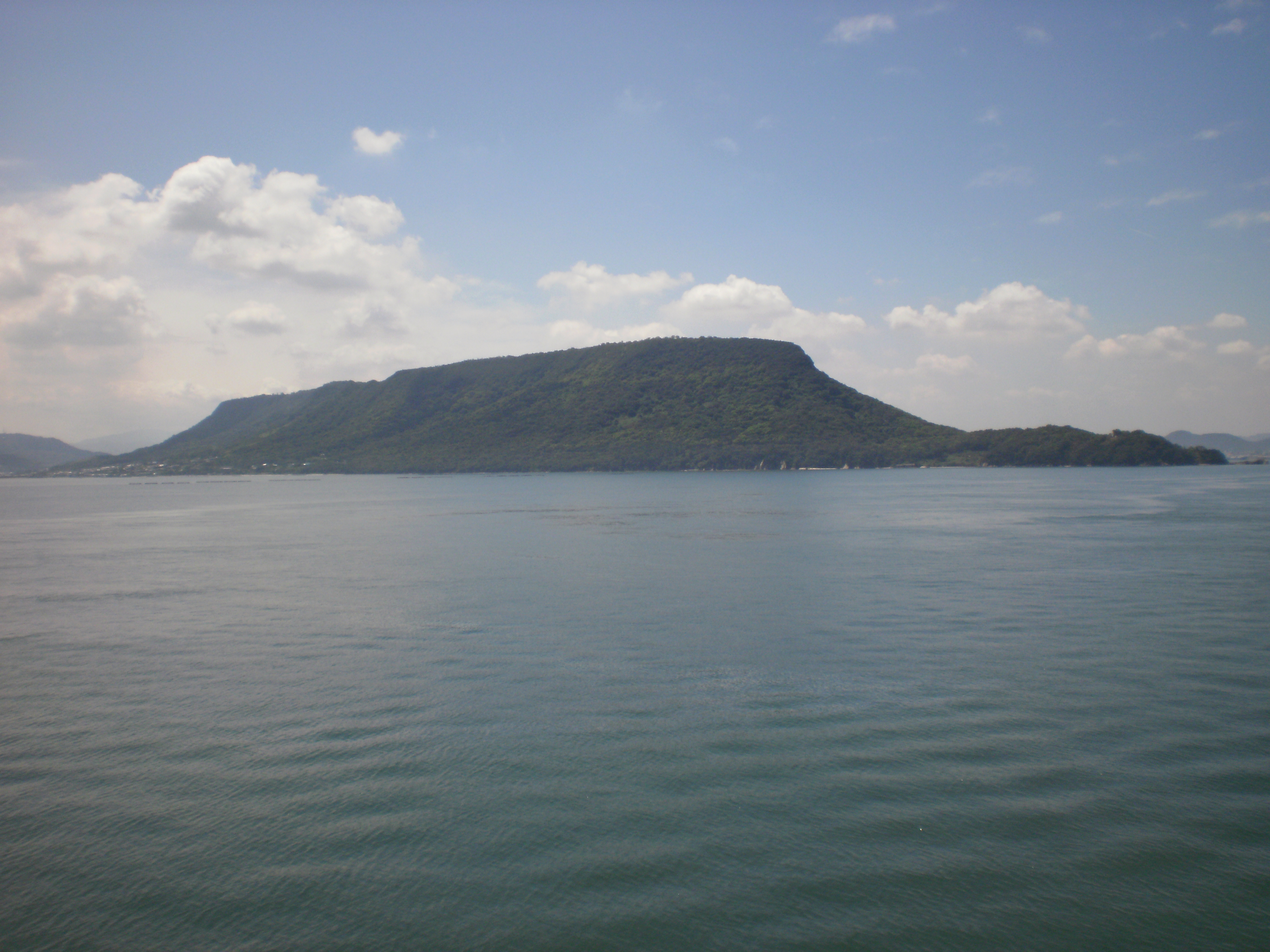
北方海上で屋島を遠望

屋島の地形は、新生代中新世の約1500万年前から約1300万年前にかけて起こった瀬戸内火山活動の溶岩などで形成された讃岐層群からなる。基盤岩は花崗岩で、火山活動の溶岩などが湖を埋めた後に土地が隆起したとされている。その後、長期にわたる浸食・削剥作用に対して、硬質の讃岐岩質安山岩（サヌキトイド）がキャップロックとなって残った台地の地形である。
塩田跡と干拓水田が埋め立てられ、短い多くの橋が架かり、探索だけでは島を認識することは困難である。四国本土と屋島は相引川（幅約10mほどの川）で分離されている。
山頂近くの登山道沿いの通称「畳石」は、板状節理の露頭である。その他、屋島礫層と通称「雪の庭」と呼ばれる白色凝灰岩が南嶺山上に分布する。

## 歴史

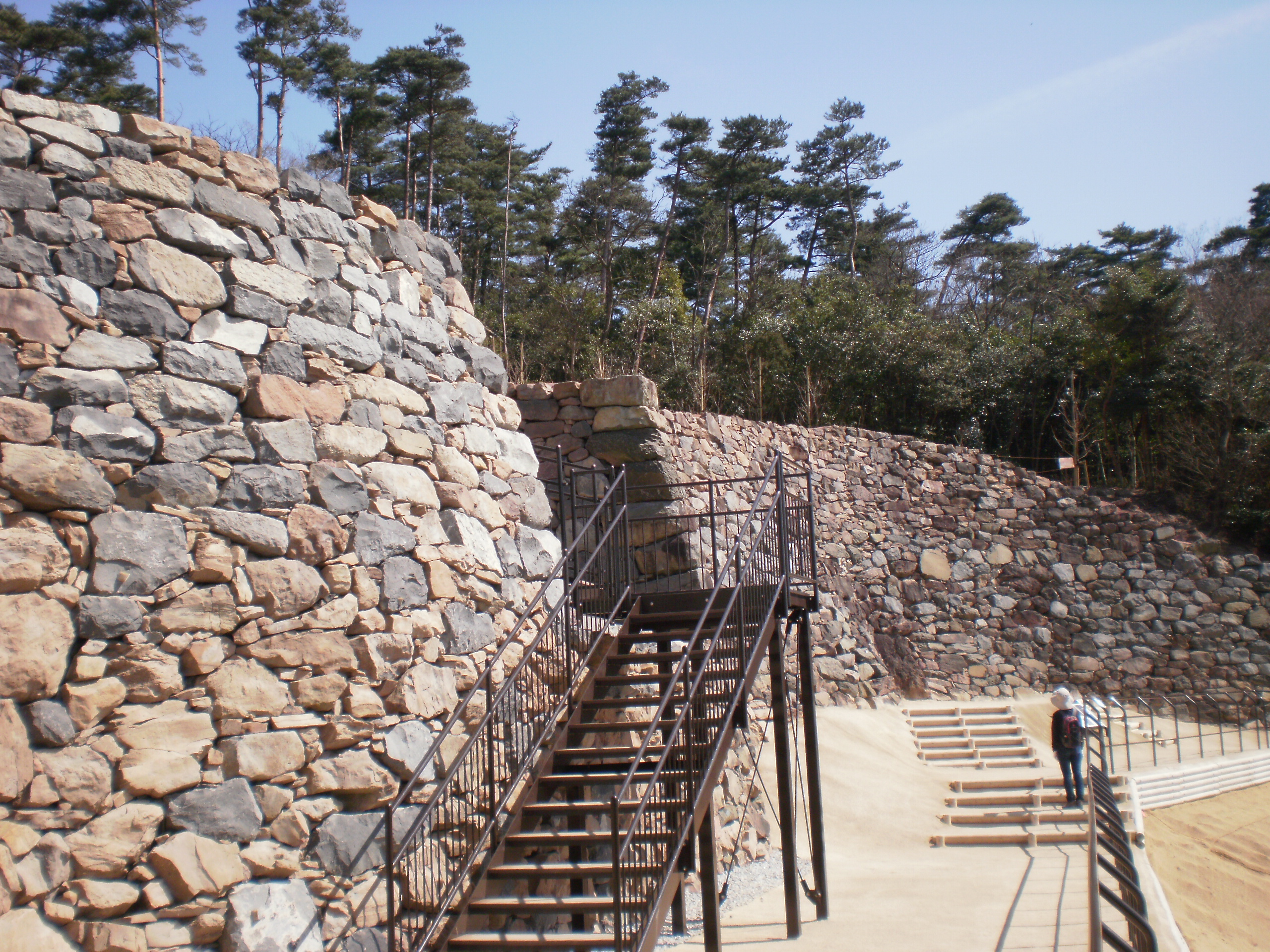
屋嶋城の城門遺構

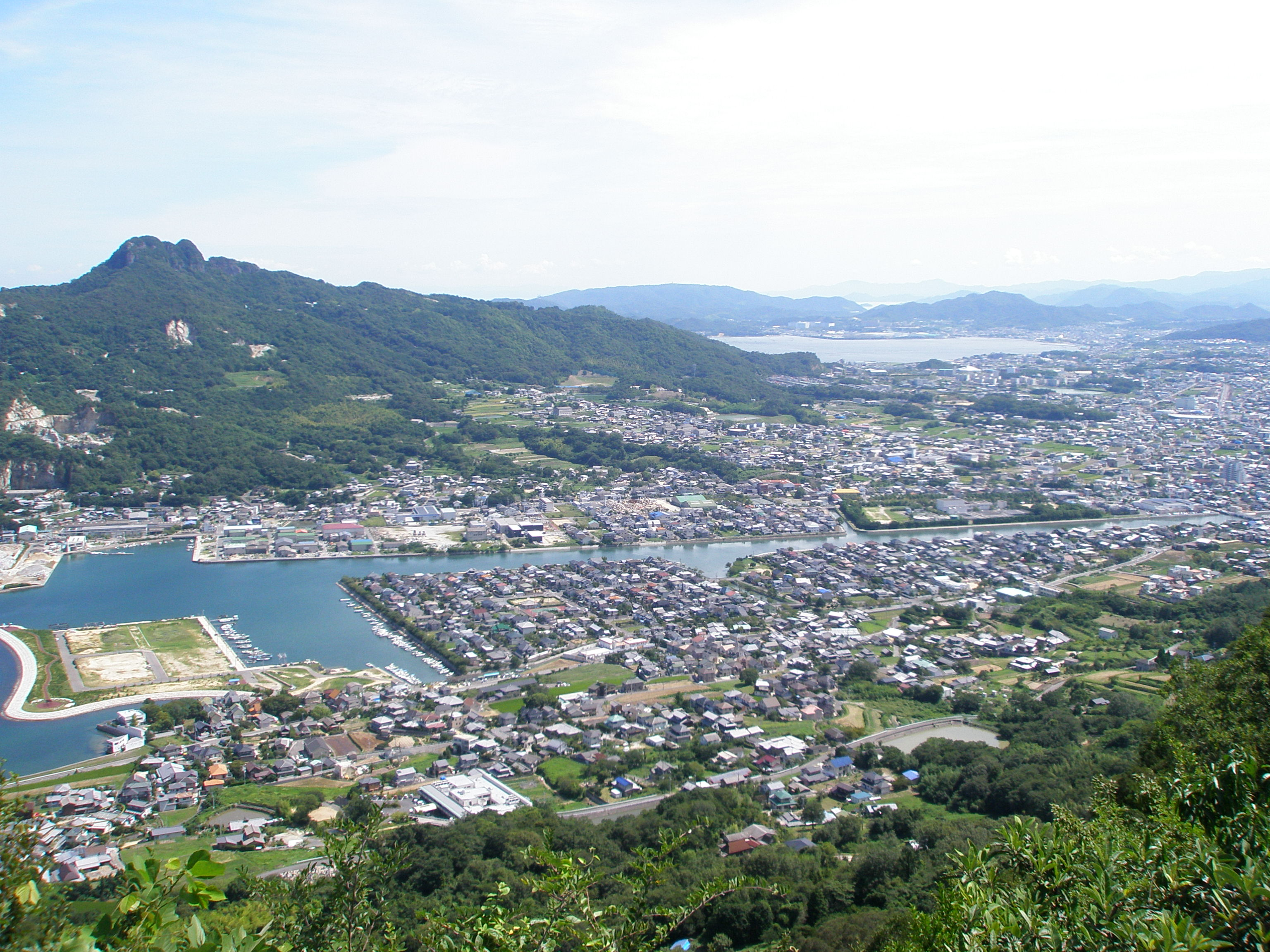
屋島山頂の談古嶺から相引川河口地域（立石港周辺一帯）を望む。

山麓の浦生（うろ）集落の鵜羽神社境内遺跡では、弥生時代の後期に土器製塩が開始され、古墳時代中期に築かれた長崎ノ鼻古墳に至る。山上では、弥生時代中期の高地性集落の痕跡があり、飛鳥時代の屋島城（屋嶋城）築城に至る。
屋島寺（南面山千光院屋島寺）は真言宗御室派の古刹である。その前身は北嶺に遺る山岳寺院・千間堂跡地に所在していたという。寺伝によれば、北嶺から南嶺への遷移は嵯峨天皇の勅願を受けた弘法大師（空海）によってなされた。鎌倉時代には盛衰を繰り返した。その後は荒廃していたが、江戸時代初期になって勧進による再興が果たされた。江戸時代中は山田郡屋島の時々の領主（高松藩主）であった阿波生駒家（知行期間：1587年-1640年）と高松松平家（知行期間：1642年-1871年）から庇護を受けて整備された。元和4年（1618年）建立の本堂と、本尊である十一面千手観音像（木造十一面千手観世音菩薩坐像。10世紀頃の作）、および、梵鐘（貞応2年〈1223年〉銘）は、国の重要文化財に指定されている（本堂と本尊は1955年〈昭和30年〉指定、梵鐘は1967年〈昭和42年〉指定）。
平安時代末における屋島は、治承・寿永の乱（源平合戦）の局地戦の一つである一ノ谷の戦いに敗れた伊勢平氏が安徳天皇を奉じたまま撤退してきた四国東端の軍事要衝であったが、翌年の元暦2年2月（ユリウス暦換算：1185年3月頃）に源氏の追撃を受け、屋島の戦いの戦場となった。『平家物語』のほか、この戦いで源氏方の那須与一が平氏方の軍船に掲げられた扇の的を射落とした逸話などが、今日まで語り継がれている。

## 登山・ハイキング

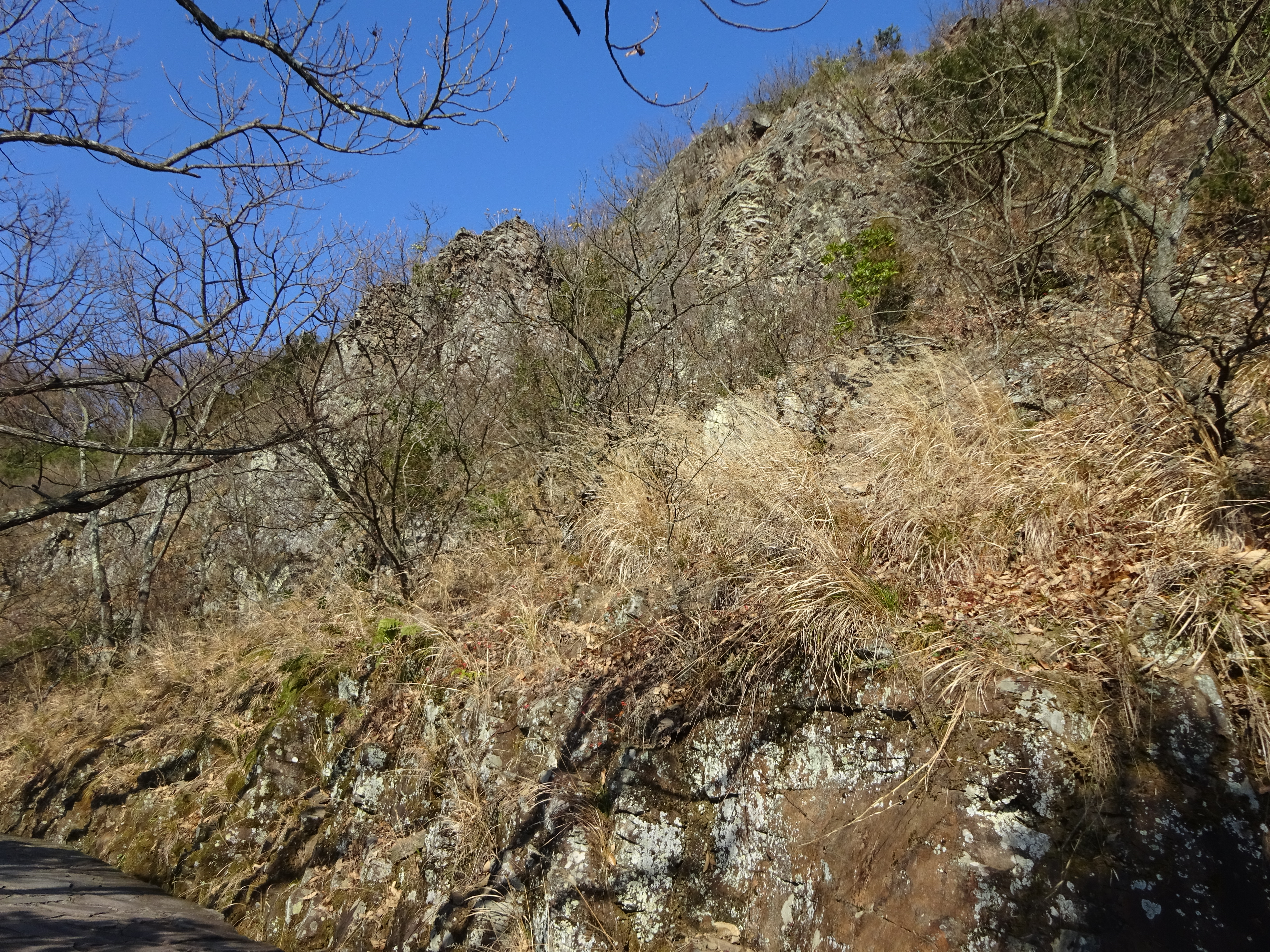
屋島登山道の断崖
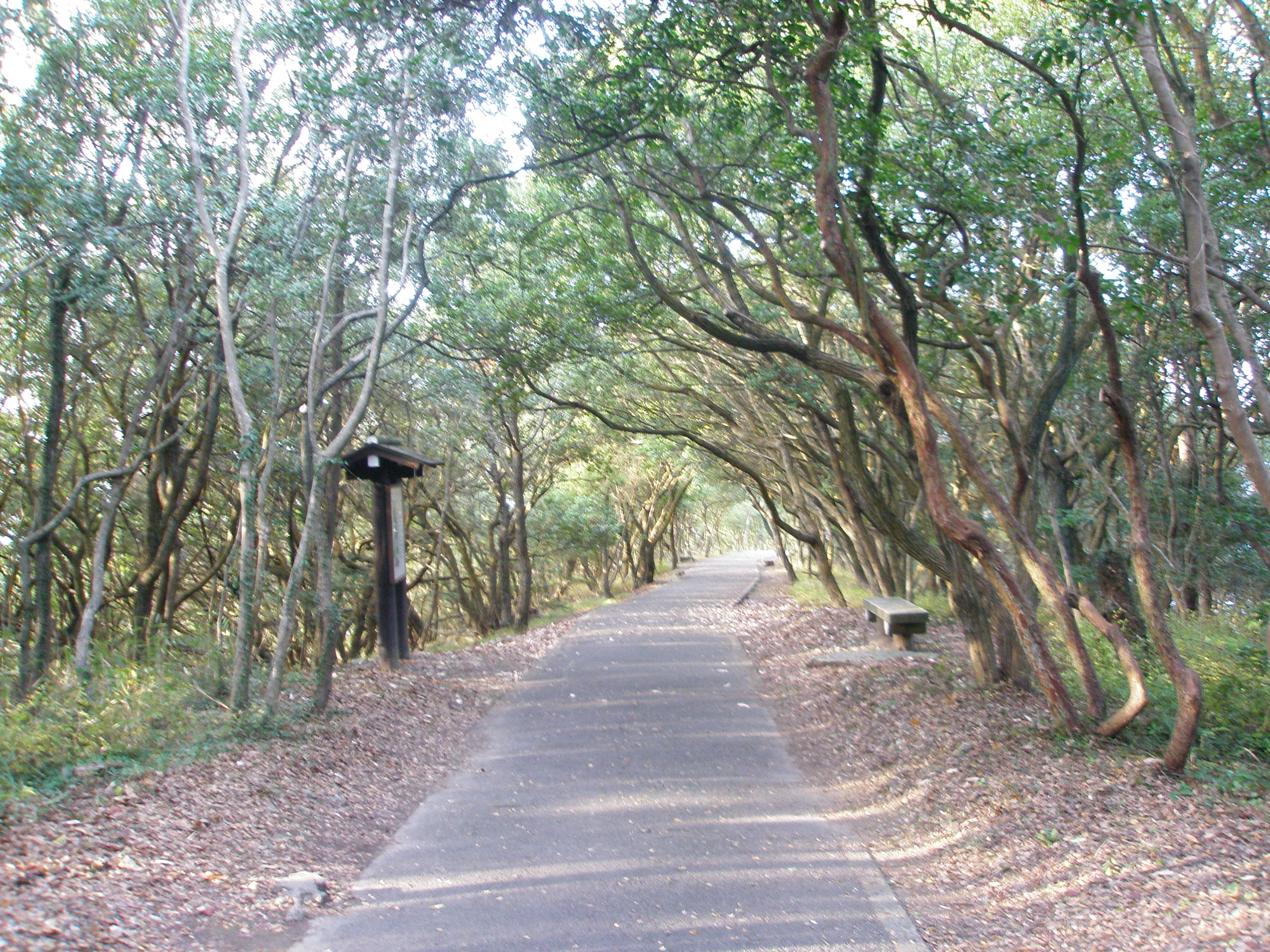
姥目樫の林（北嶺）
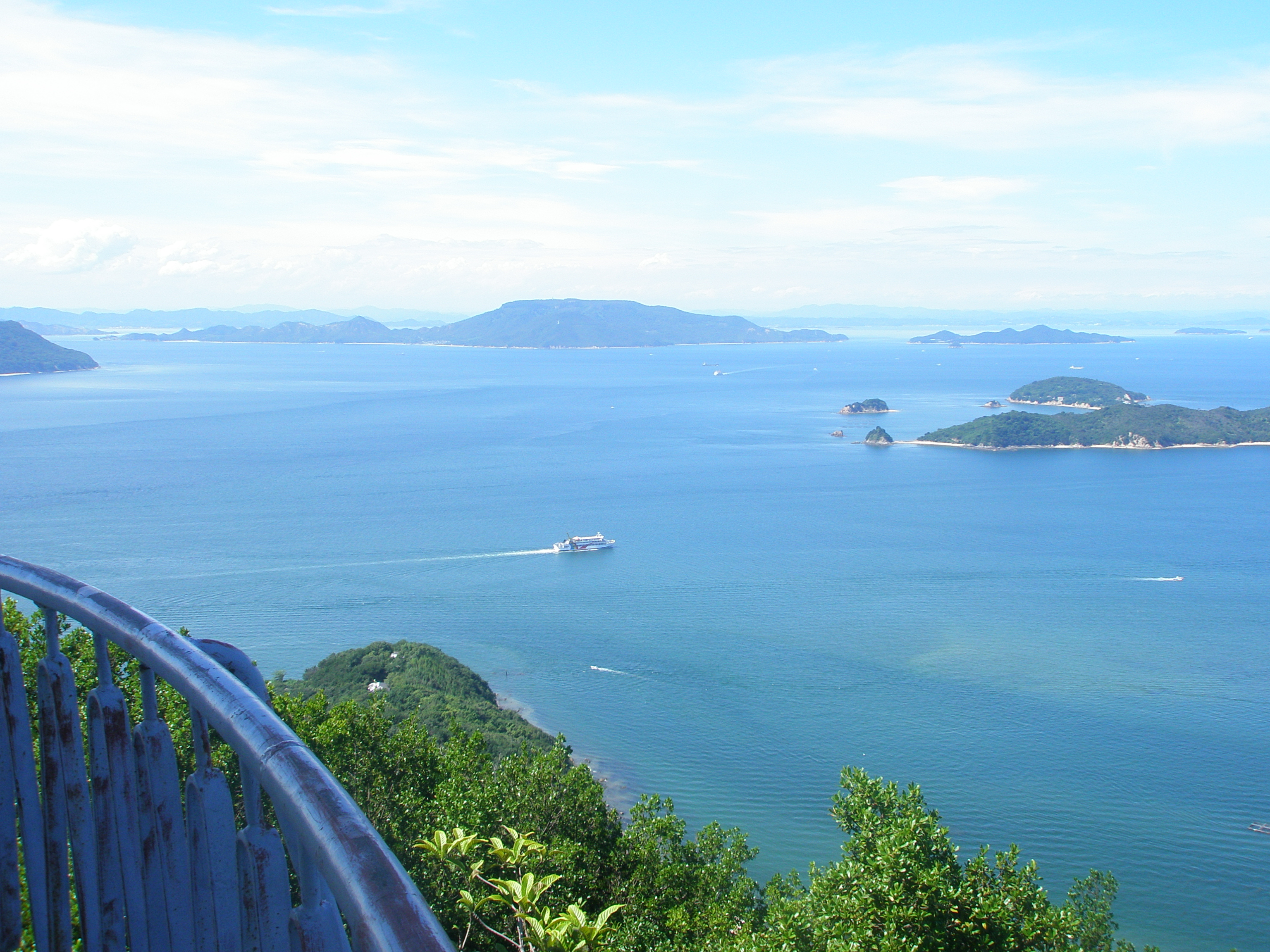
遊鶴亭（北嶺）で遠望
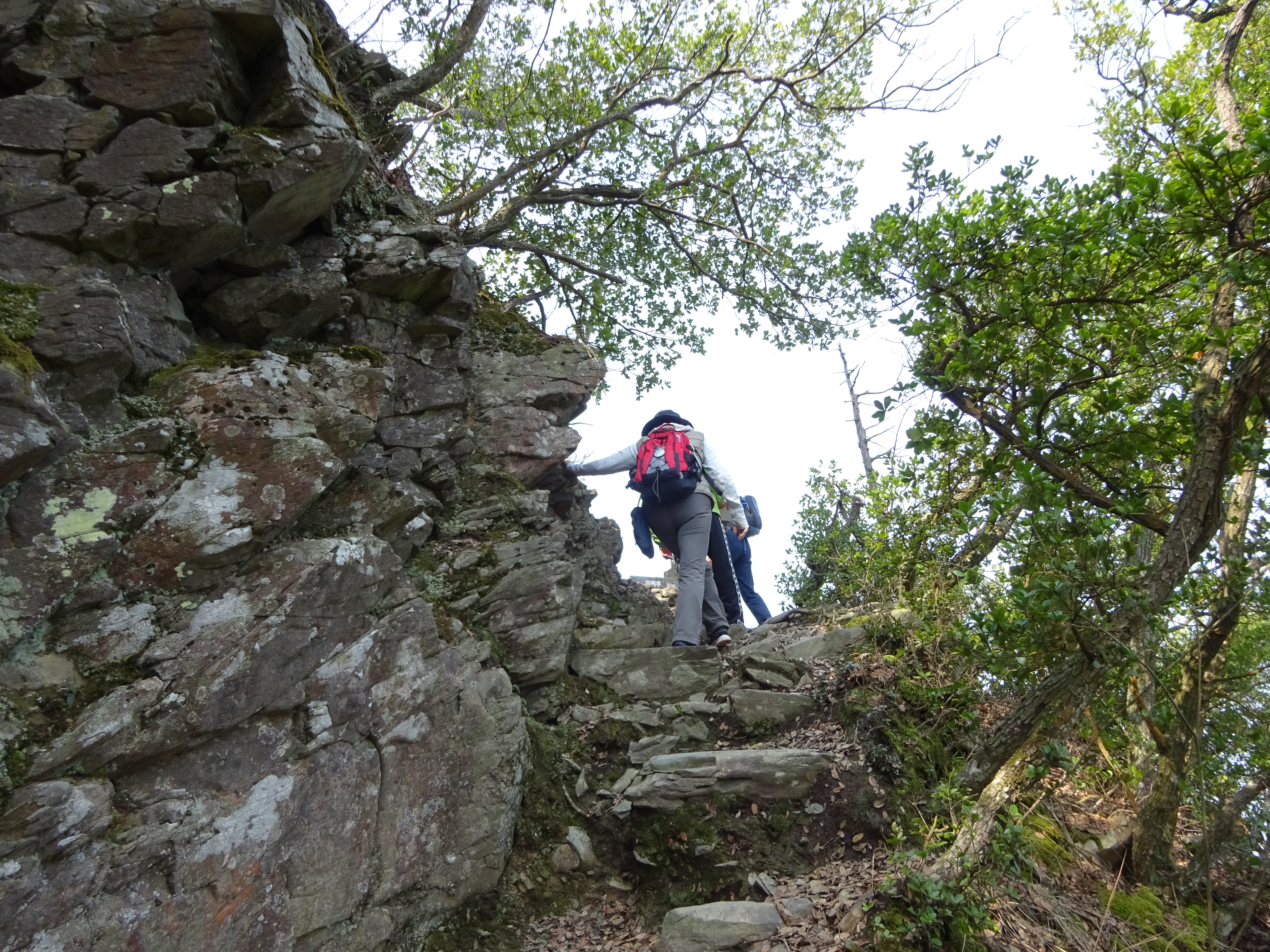
北嶺登山道（九合目）
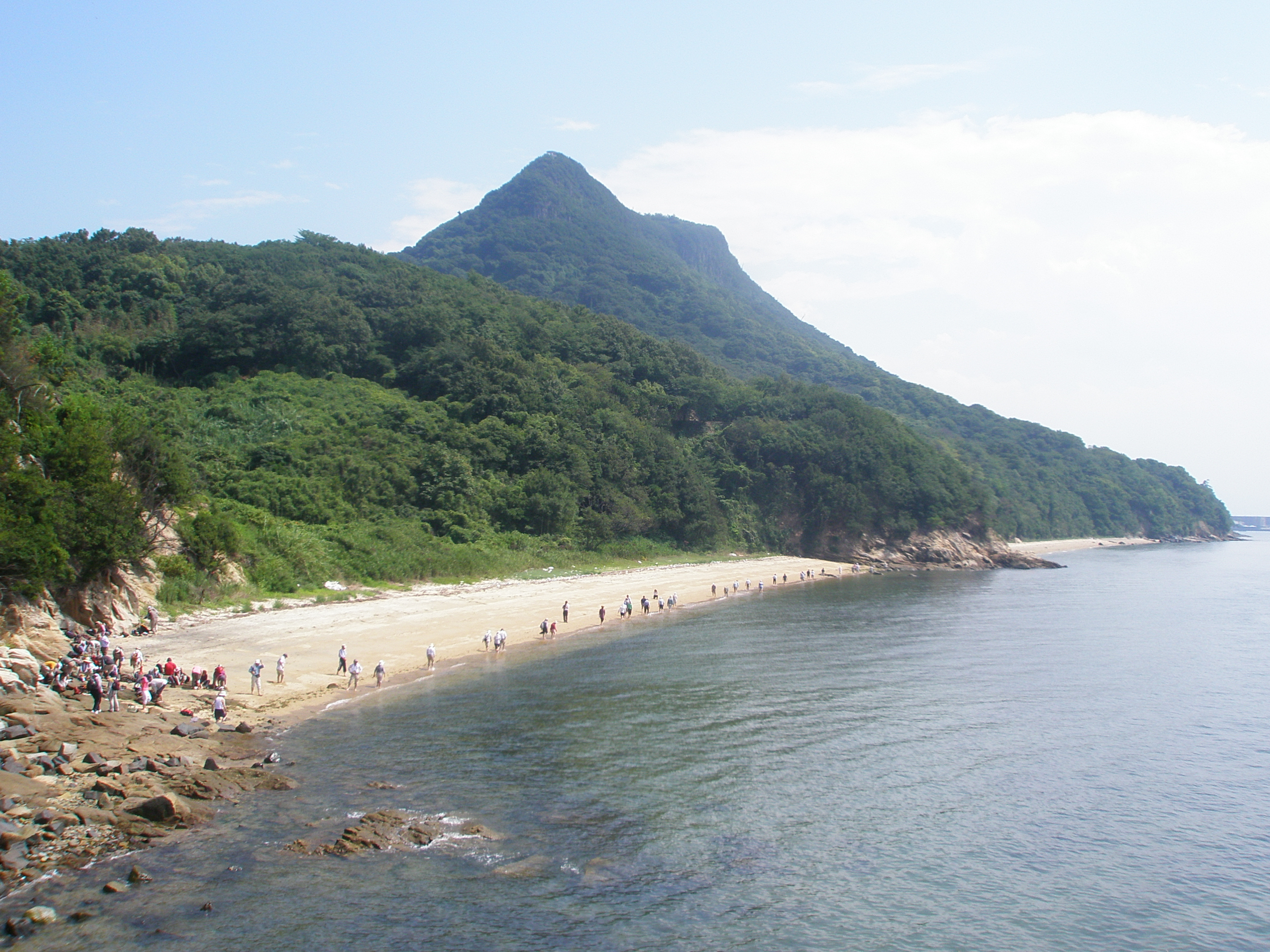
山麓北（砲台跡）より

東西を横断するコースもあるが、代表的な南北嶺の縦走コースは下記の通り。
最寄駅から、屋島競技場、屋島小学校、屋島寺に至る、歩行者専用の屋島登山道（参道・遍路道・四国のみち・県道）を目指す。車止めを過ぎれば、舗装された歩行者専用道路になる。加持水（かじすい）、不喰梨（くわずのなし）、畳石（たたみいし）を経て、屋島寺の仁王門に到着する。屋島寺の本堂から四天門に折り返して西側のみやげ物店を通ると、獅子ノ霊巌（ししのれいがん）の展望所である。遊歩道を歩み、北嶺入口を越えると北東角の、談古嶺（だんこれい）展望所である。北嶺入口に折り返し、舗装された遊歩道を進むと、北嶺周回の三差路に出合う。三差路の奥に千間堂広場が広がる。東西の遊歩道か、千間堂広場から北上する土道の遊歩道を進むと北端で合流する。北方のウバメガシの林を抜けると、北嶺北端の遊鶴亭（ゆうかくてい）の展望所である。遊鶴亭から山道をジグザグに下ると、県道の北嶺登山口に出る。県道を横切り林の中の山道を進むと、未舗装の車道に下り立つ。北に進み階段を下れば、海が広がる砲台跡の長崎ノ鼻の先端に到着する。帰路は車道を戻り、県道に出て、右折れして屋島西町方面に進むと、屋島健康ランド前のバス停に到着する。余裕があれば、最寄駅まで歩く。そして、本コースに、山上の南嶺南端の冠ケ嶽の折り返しを加える登山者もいる。
山麓の最寄駅からシャトルバスが屋島山上を往復する。シャトルバスを利用した種々のコースで、登山者・ハイカー・ウォーカーは、四季折々に天空の散策を楽しむ。

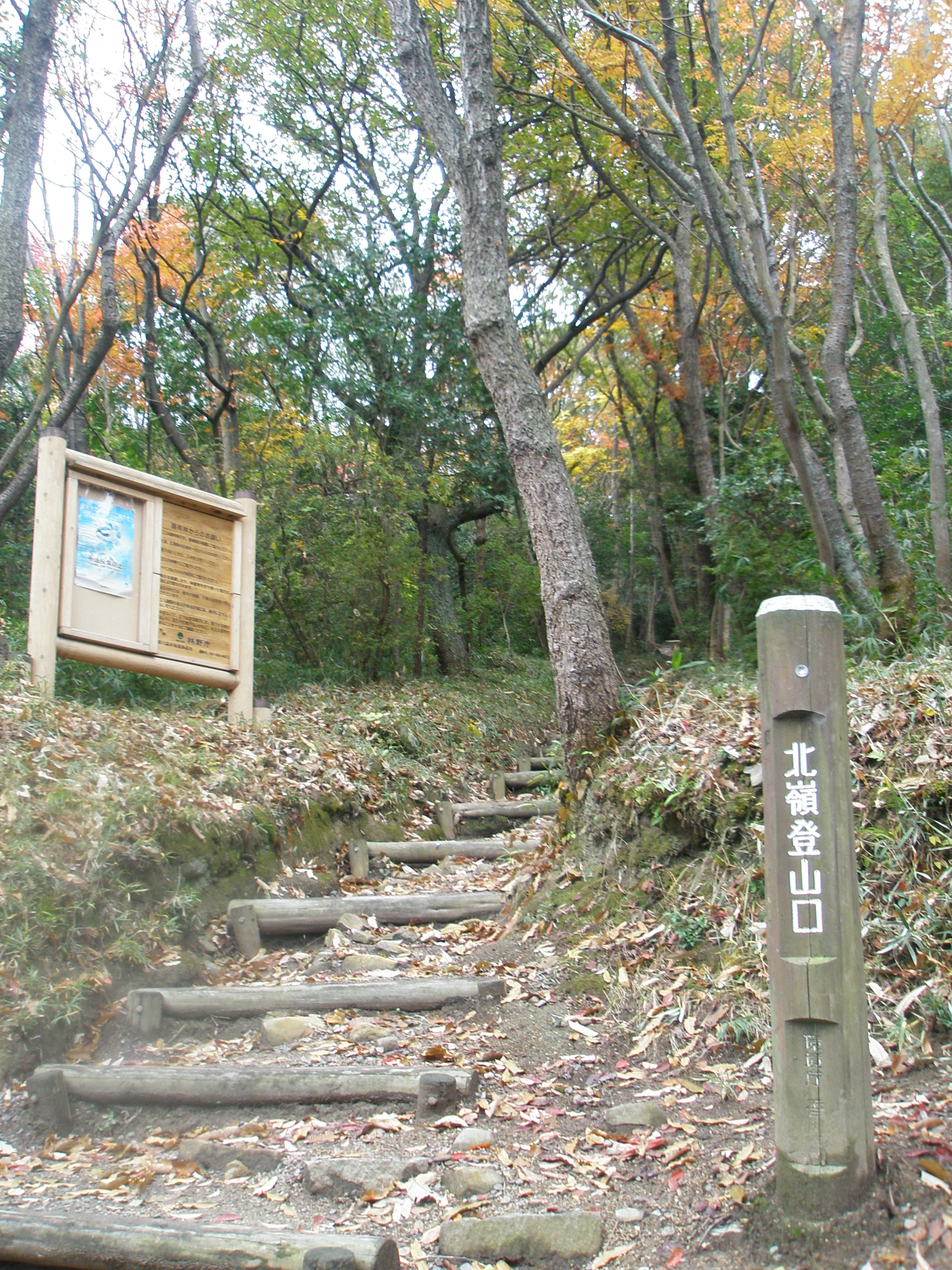
北嶺登山口
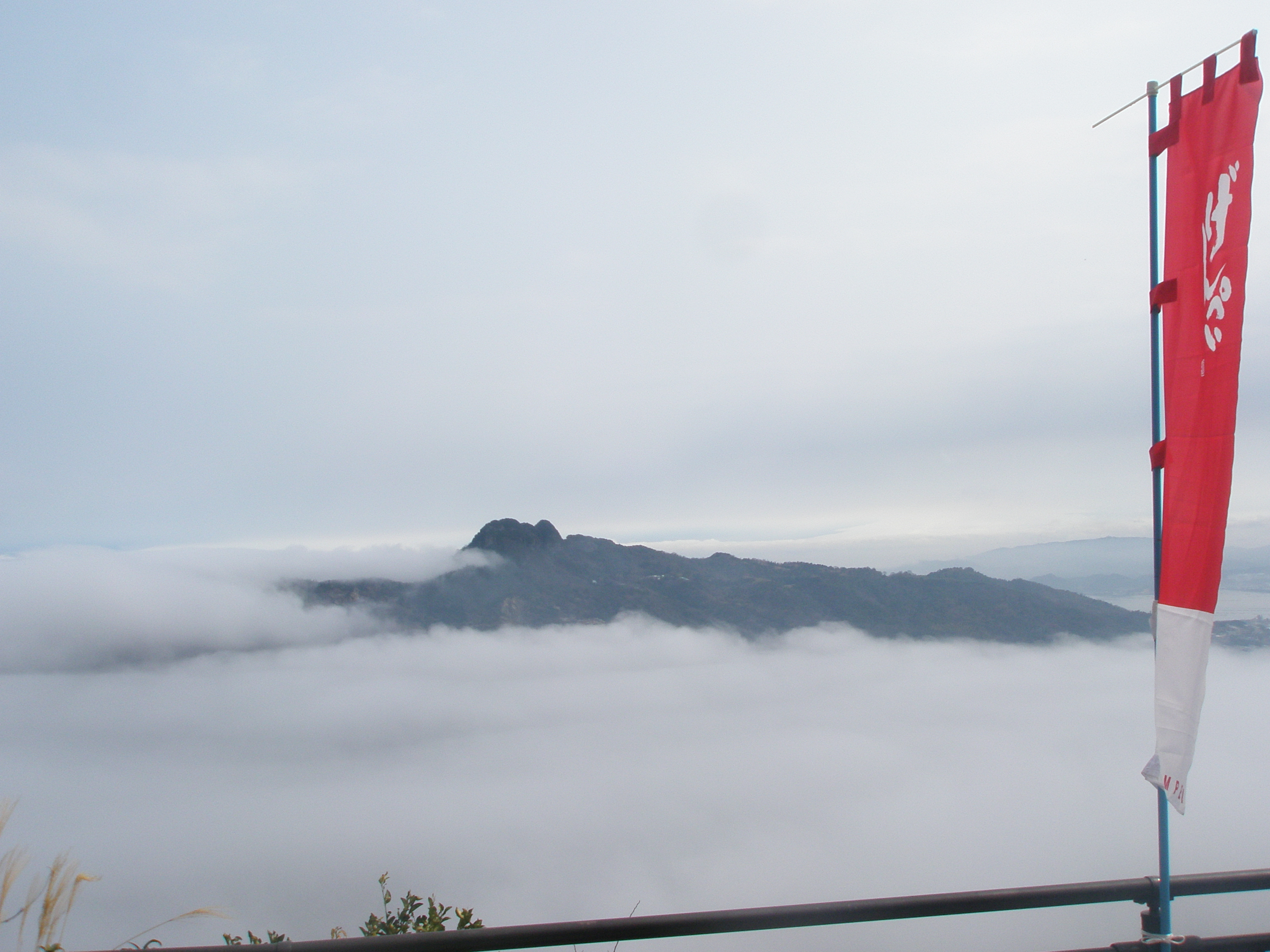
雲に浮かぶ五剣山
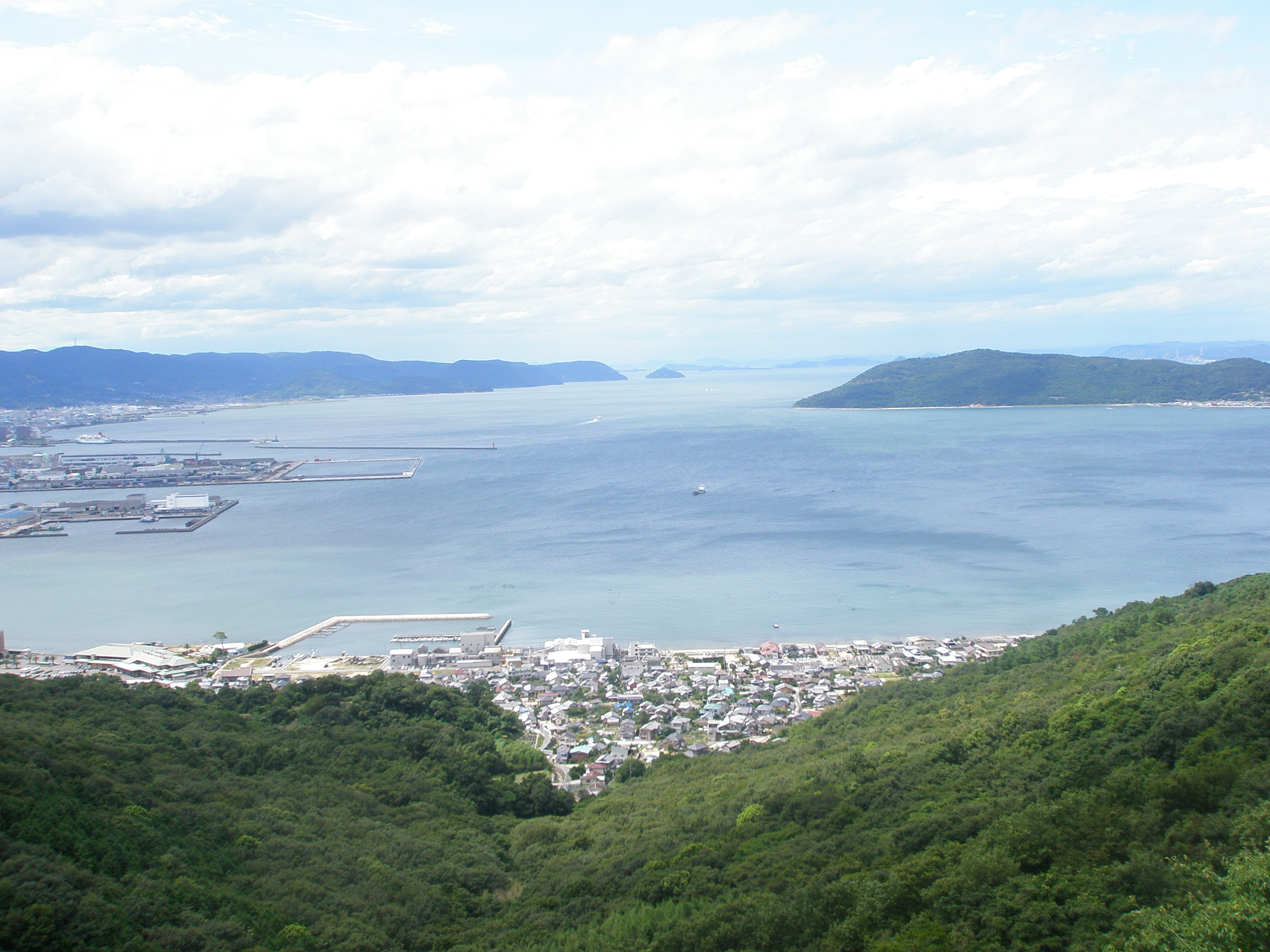
逆さ富士を望む
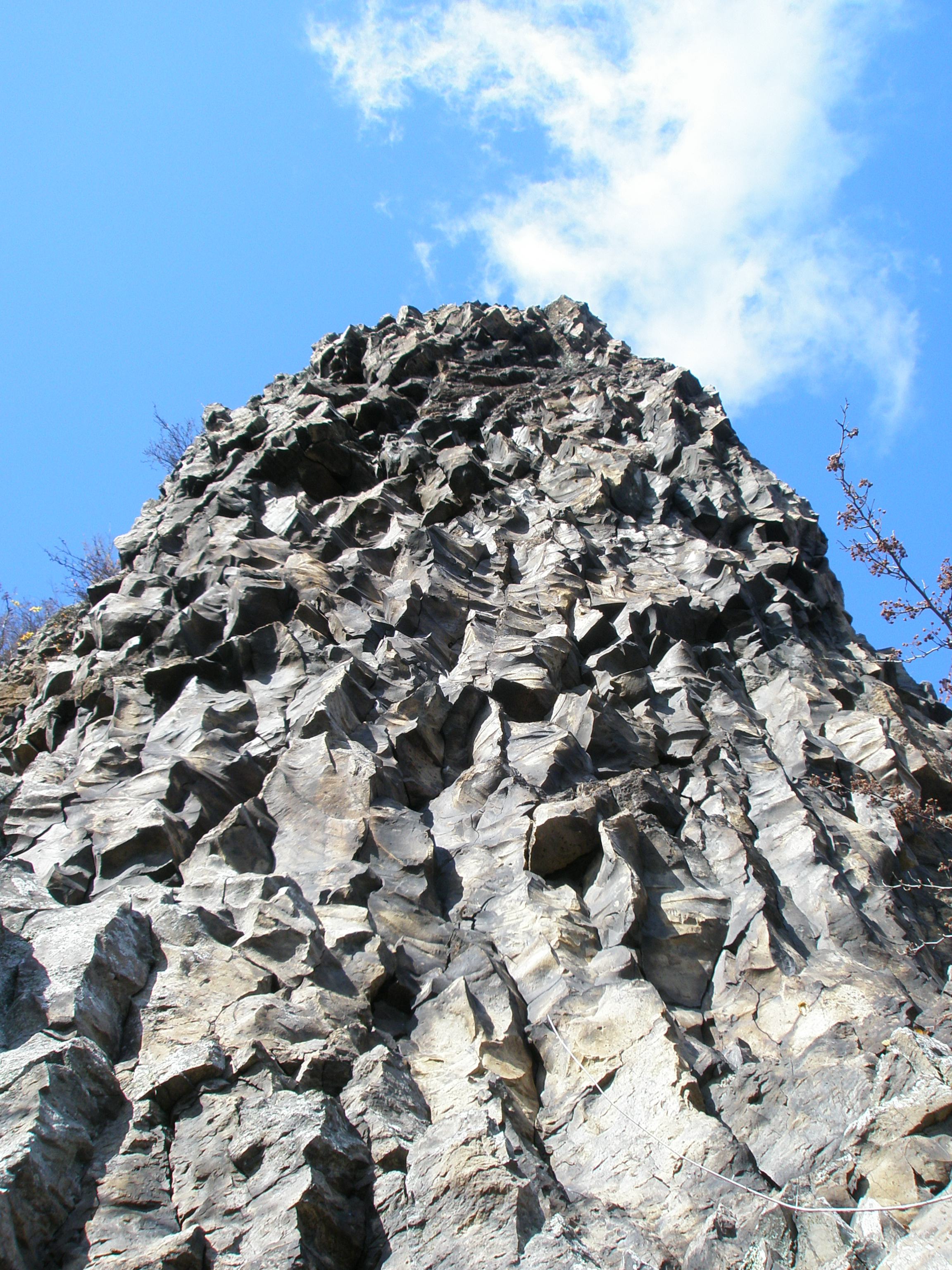
冠ヶ嶽（南）
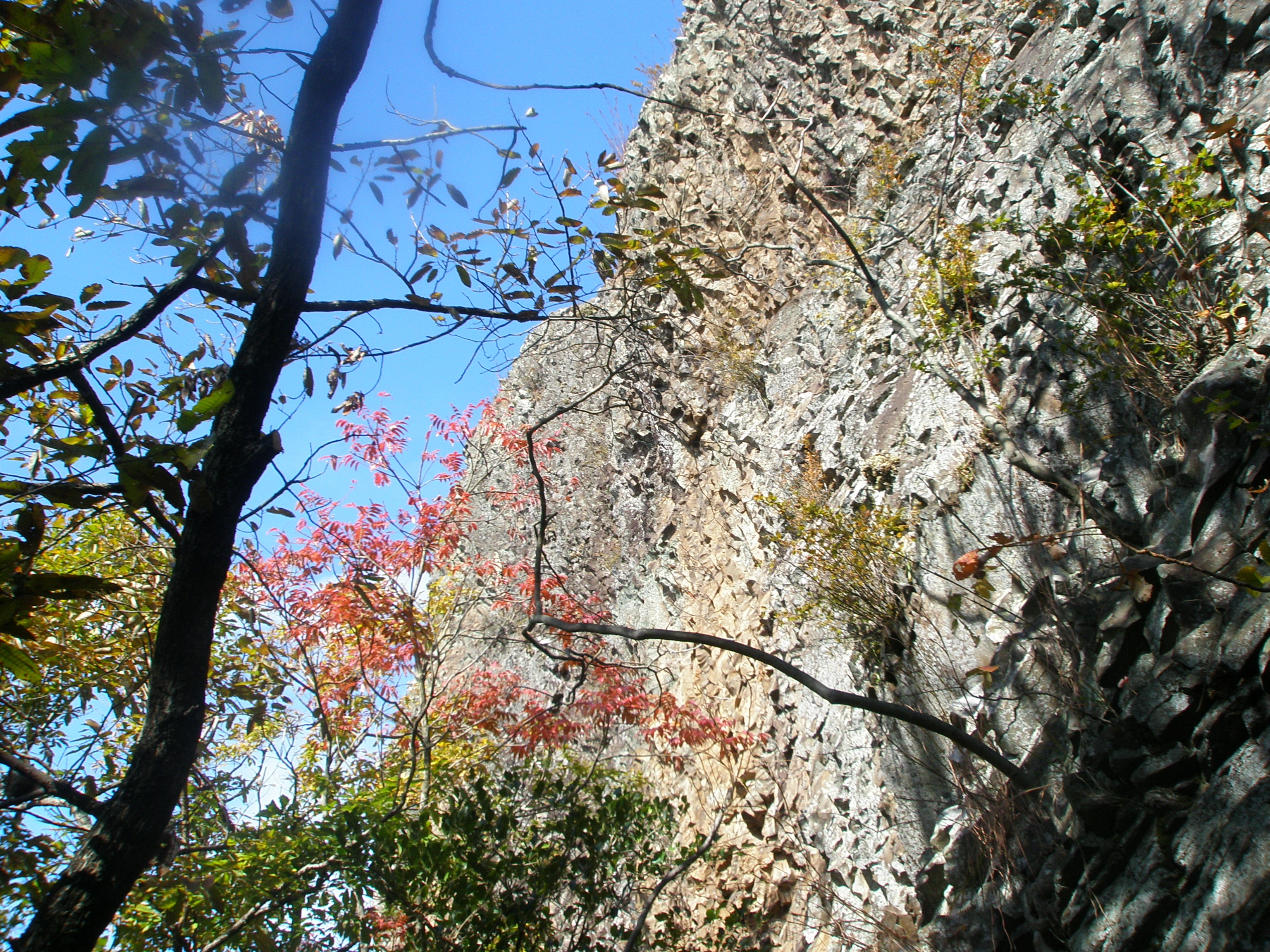
冠ヶ嶽（西の断崖）

## 観光
四季を通して観光客・四国霊場巡礼者・登山客が訪れる屋島は、県下の小・中学生の学習場所として活用され、県民も四季の屋島を楽しむ。
山上は南嶺と北嶺ゾーンに区分できる。南嶺には、四国八十八箇所霊場第84番札所の屋島寺、蓑山大明神、屋島寺宝物館、新屋島水族館がある。また、屋嶋城の城門遺構の復元と見学路が整備され、2016年（平成28年）3月からは一般公開されている。

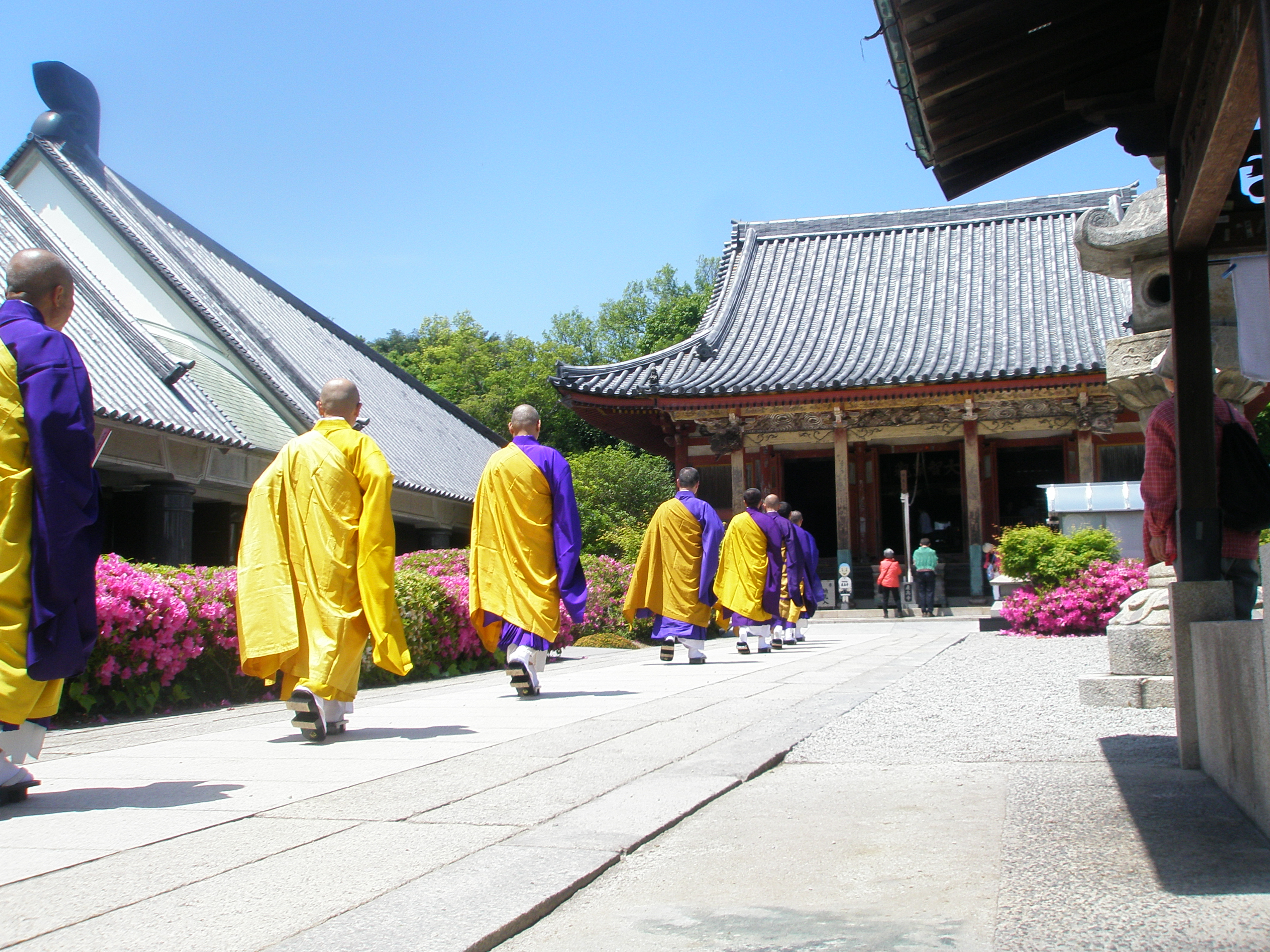
屋島寺と祭事風景

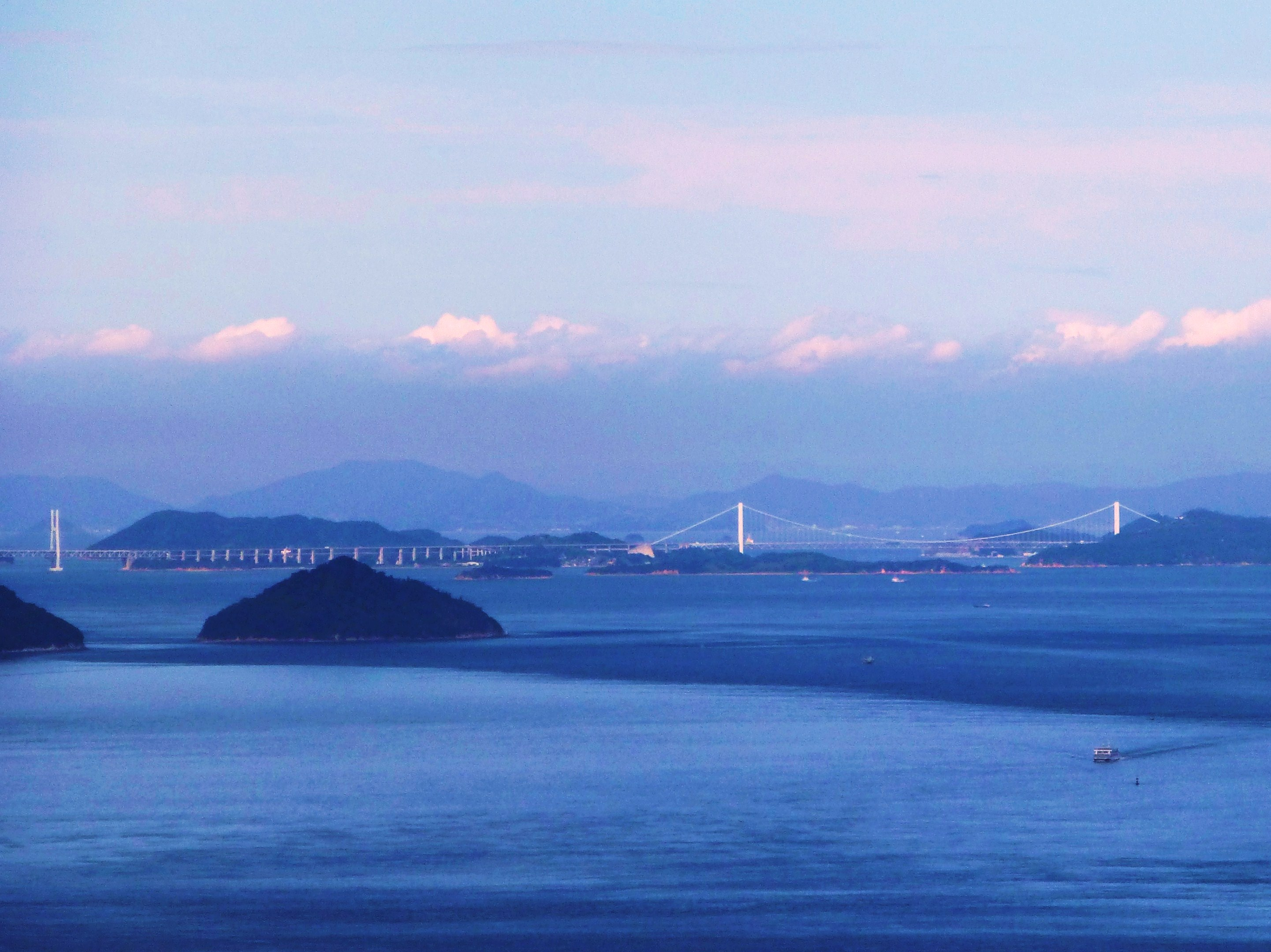
瀬戸大橋（獅子ノ霊厳）

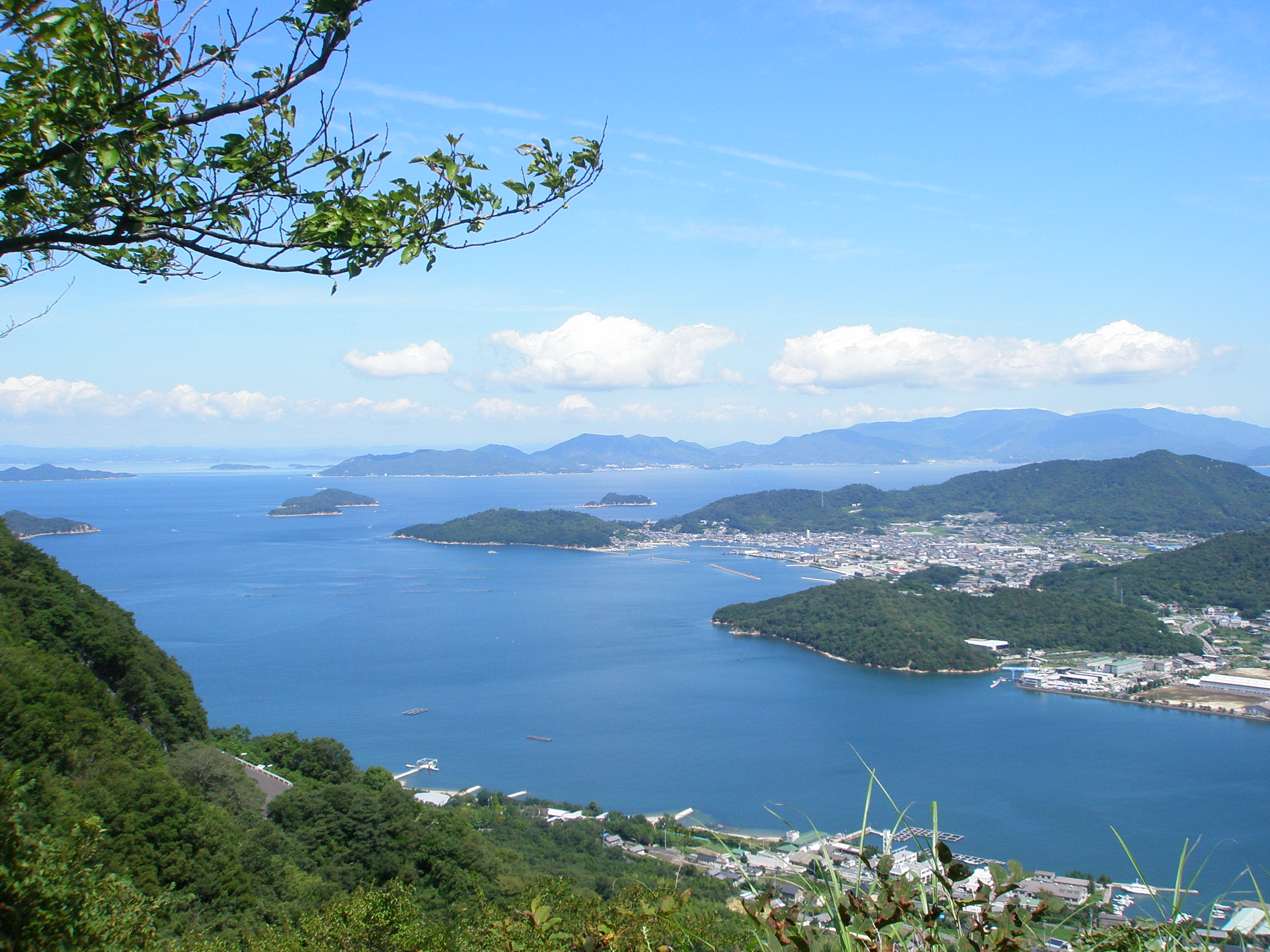
談古嶺で小豆島方面を遠望

南嶺の獅子ノ霊巌（ししのれいがん）からは、高松市街、石清尾山、五色台、瀬戸大橋、琴平山（象頭山）を望める。談古嶺（だんこれい）からは、源平合戦の屋島古戦場や、五剣山を望める。そして、北嶺北端の遊鶴亭（ゆうかくてい）からは瀬戸内の多島海が眺望でき、これら3箇所とそこからの眺望は、それぞれに総じて「屋島三大展望台」「屋島三大展望」と呼ばれている。そのうちの獅子ノ霊巌からの夕景は四国八十八景80番に選ばれている。また、夕景・夜景の展望景観は、「日本の夕陽百選」・「日本夜景遺産」・「夜景100選」に選定されている。
南北嶺の山上は歩行者専用の探勝遊歩道が周回し、北嶺北端の遊鶴亭に加え、南嶺南端の冠ケ嶽で讃岐平野と阿讃の山並を楽しむ散策者もいる。また、岡山県の鷲羽山などの山並みと、兵庫県の南西部の山並みに加え、淡路島も遠望できる。さらに、晩秋から冬季は、剣山や明石海峡大橋も視野に入る。そして、 談古嶺では、映画「世界の中心で、愛をさけぶ」のロケ地で、四国本島最北端の庵治町は眼下に、映画「二十四の瞳」・「八日目の蝉」のロケ地の小豆島も一望できる。その他、女木島・男木島・大島は眼下、直島・豊島も一望できる。
日本三名狸の1尊に数えられる化け狸の太三郎狸（屋島太三郎狸）は、蓑山大明神として屋島寺の境内に祀られている。一夫一婦の契も固く、家庭円満・縁結びの神とされている。井上ひさし著の小説『腹鼓記』に登場する屋島ノ禿狸や、高畑勲監督のアニメーション映画『平成狸合戦ぽんぽこ』に登場する太三郎禿狸は、この化け狸をモデルとしている。
名物は、「いいだこのおでん・かわらけ投げ」などがある。
屋島スカイウェイは南嶺東斜面を縦走する。山上に近いヘアピンカーブのトンネルを貫け、西斜面に出て駐車場（有料）に至る。東斜面に、2か所の展望所がある。このスカイウェイは、「日本風景街道」の「源平ロマン街道」に指定され、屋島山上～海沿いの庵治半島～道の駅「源平の里むれ」を結ぶ風景街道である。
屋島スカイウェイの東斜面中腹の山側に、 「ミステリーゾーン」 の表示板がある。この場所の路面は、上り坂が目の錯覚で下り坂に見えるとされている。
屋島スカイウェイの山麓の山側には、祭神が徳川家康と松平頼重の屋島神社（讃岐東照宮）と、四国民家博物館（四国村）が隣接して存在する。
東岸の入江（屋島湾）と、入江を囲む屋島東町・牟礼町・庵治町・屋島の南に隣接した高松町が、源平合戦の屋島古戦場である。歴史と数々のエピソードを有する『平家物語』他が織り成す史跡が点在する。
香川県には、屋島を筆頭とするメサと、飯野山（讃岐富士）を筆頭とするビュート状の小山が混在し、特異な景観を有する。この様子は、屋島山上からも展望できる。
屋島は、瀬戸大橋の開通時の賑わいを最後に観光客が激減した。みやげ物店・宿泊施設が相次いで閉鎖された後、廃屋が林立する状況に至った。2011年（平成23年）、大西秀人市長は屋島の活性化を宣言し、屋島活性化基本構想・屋島活性化推進計画を策定した。その後、廃屋撤去跡の整備・屋嶋城の城門遺構の復元・屋島スカイウェイ（高松市道化）ほか、種々の活性化策が展開されている。
2017年（平成29年）、環境省の「国立公園満喫プロジェクト展開事業」に、「屋島の絶景プロモーション事業」が採択された。文化・観光の拠点となる、「屋島山上拠点施設」ほかの整備計画が展開されている。

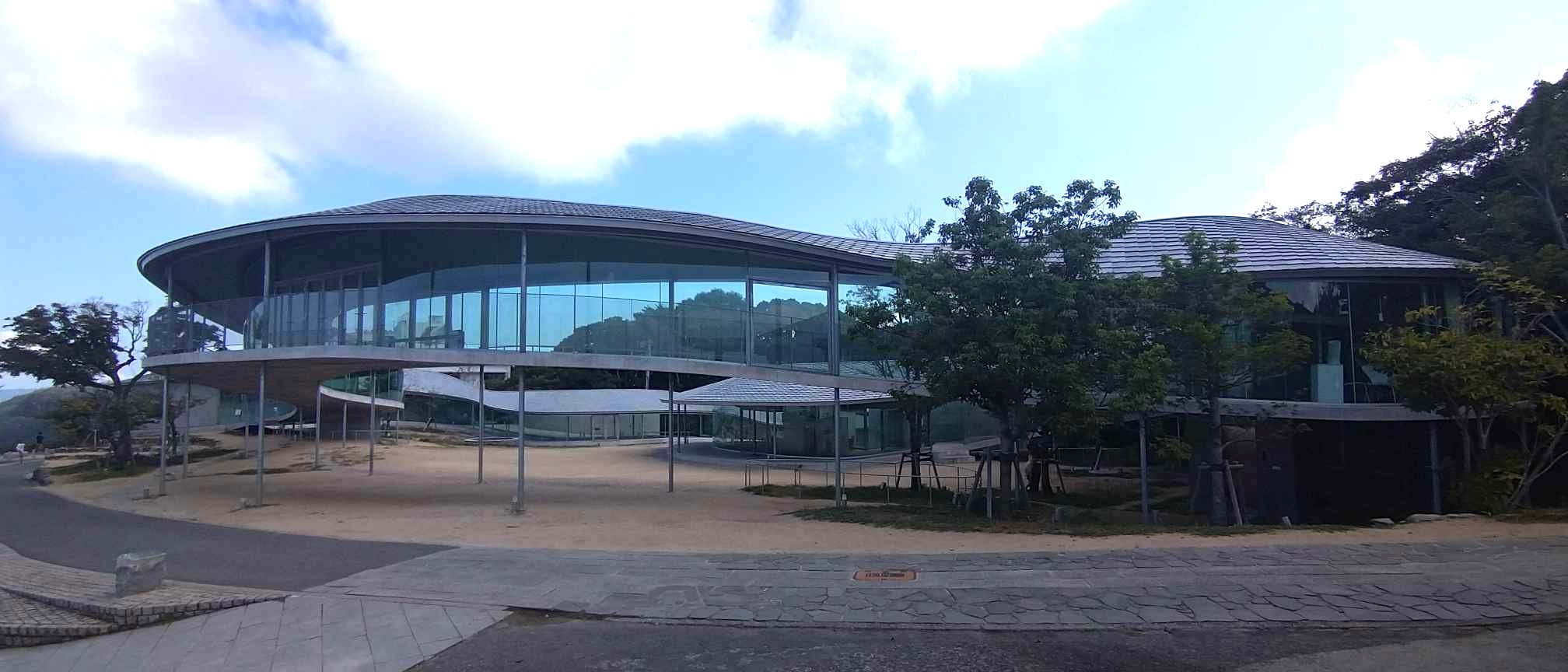
やしまーる

高松市が整備する山上拠点施設をめぐっては、2019年から実施された入札が3度にわたって不調となり、市が予定価格を大幅に引き下げた4回目の入札（2020年2月）で高松市内の2事業者の共同事業体が11億1800万円で落札した。ホテル跡に16億4千万円をかけて建設された施設は、2022年8月5日に「やしまーる」の名称でオープンした。

## その他
- 屋島の国有林は、四国の「レクリエーションの森の風景林」に指定され、北嶺にはウバメガシの純林などが広がる[42]。
- 屋島の818ヘクタールは、香川県の鳥獣保護区に指定されている[43]。
- 山麓から屋島寺に至る屋島登山道と、相引川側に沿った八栗寺に至る道は、国土交通省の「四国のみち」に指定されている[44]。
- 「四国百名山」に「屋島」として選定されている[45]。
- 「新日本観光地百選」や「日本二十五勝」などに「屋島」として選定されている。
- 「遊歩百選」に「屋島」として選定されている。
- 「美しい日本の歩きたくなるみち500選」に「源平合戦史跡を巡るみち」として選定されている。
- 山麓には、うどんの「わら屋」・骨付鳥の「一鶴」・「やしま第一健康ランド」などがある。
- 髙松市のシンボル屋島は、市庁舎の入口正面壁画と、市議会議場の正面どん帳に描かれている。また、市内の多くの小・中学校や高校の校歌の歌詞に採用されている[46]。
- 屋島は当初、国の「名勝」として指定が検討されていた。しかし、屋島を含む備讃瀬戸が日本初の国立公園に指定されたため、名勝的価値は国立公園に委ねられた[47]。

## 交通アクセス

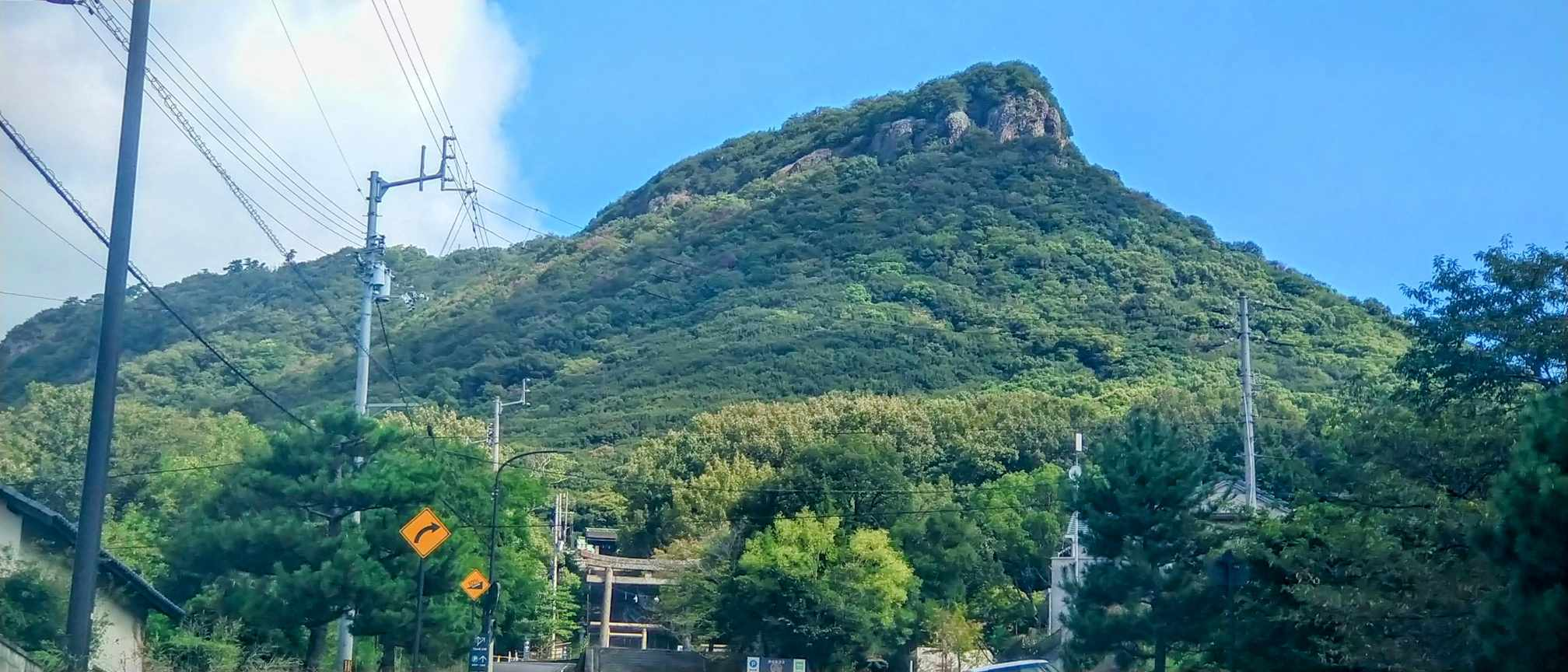
南からの侵入道路より

- 山上へは、屋島山上行きシャトルバス・タクシーの利用、または自動車・二輪車・自転車・徒歩で屋島スカイウェイ[* 7]を利用する。シャトルバス・タクシーの利用は、JR高徳線の屋島駅または高松琴平電気鉄道（琴電）志度線の琴電屋島駅が最寄駅となる。山上は南嶺の駐車場を除いて歩行者天国、自動車・二輪車・自転車の走行は許可申請を要する。登山の場合は、琴電潟元駅・琴電屋島駅またはJR屋島駅で下車、屋島小学校の前を通り、歩行者専用の屋島登山道（参道・遍路道・四国のみち・県道）を登る。かつては屋島ケーブルがあったが、2004年（平成16年）に廃止された。
- やしまーる：無料（一部有料部分有り）、火曜日定休日（祭日の場合翌日休み）、9:00～17:00（金土は21:00まで）

## 探訪

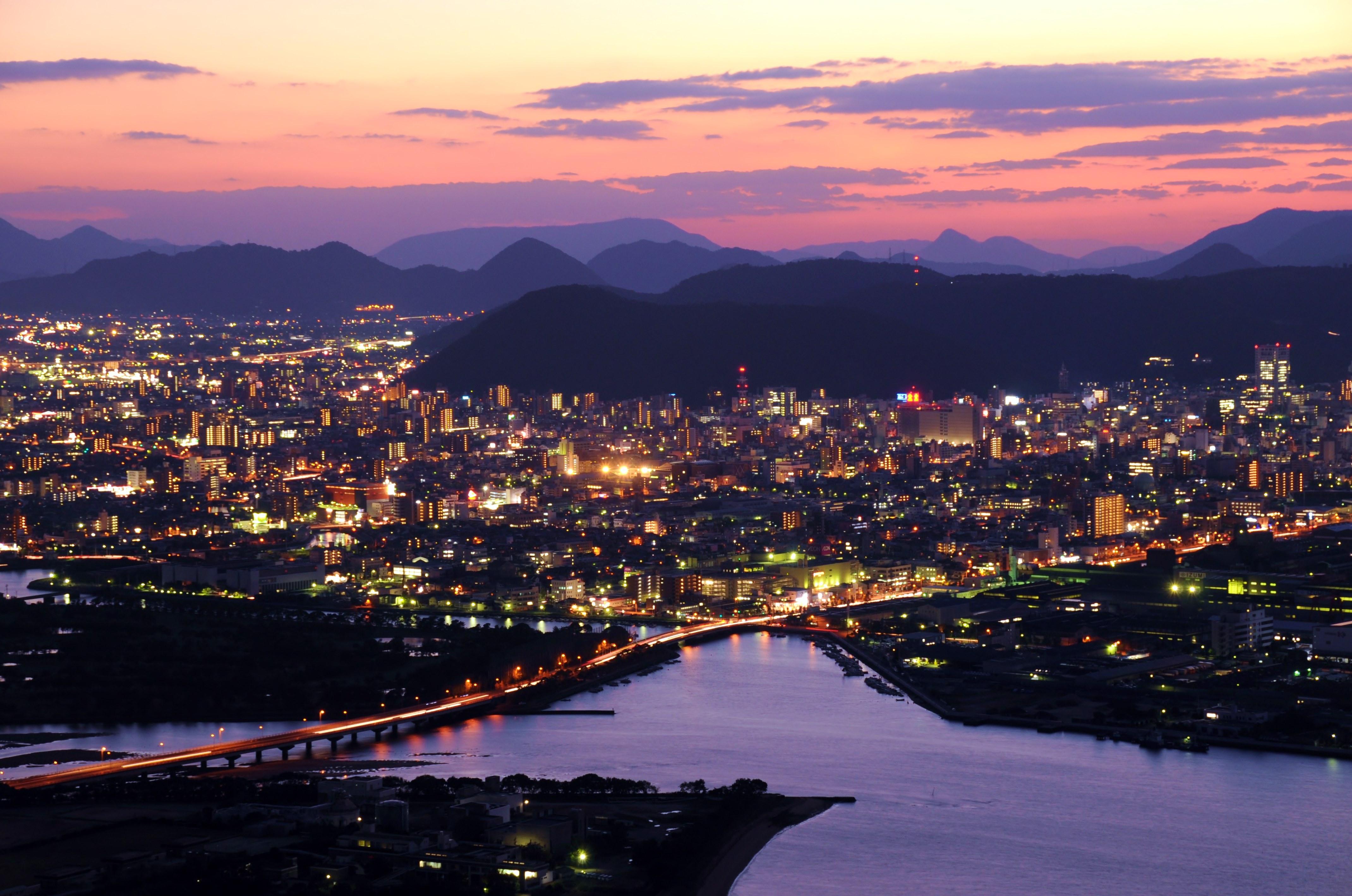
夕夜景（獅子ノ霊厳）
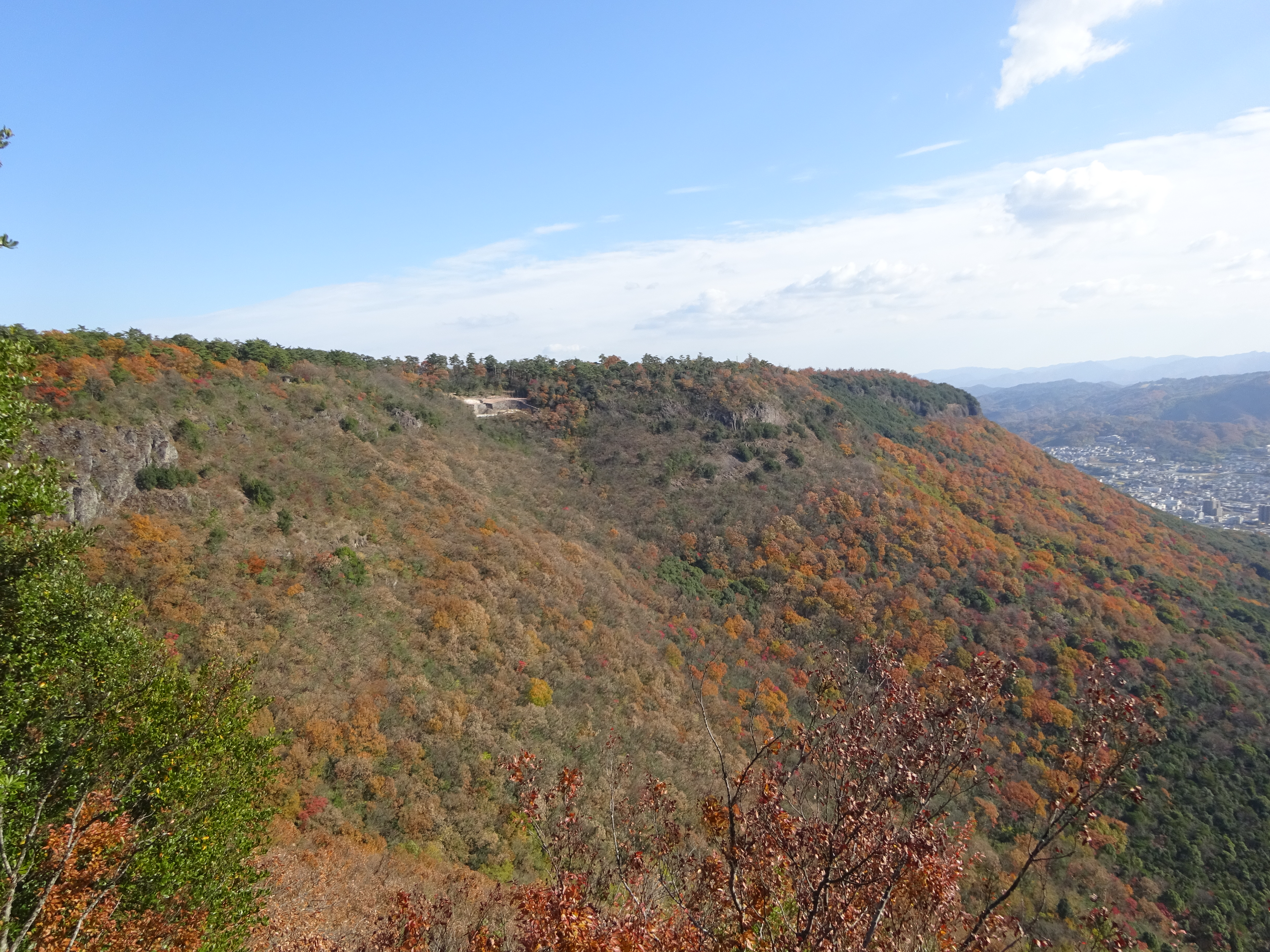
西尾根展望台より
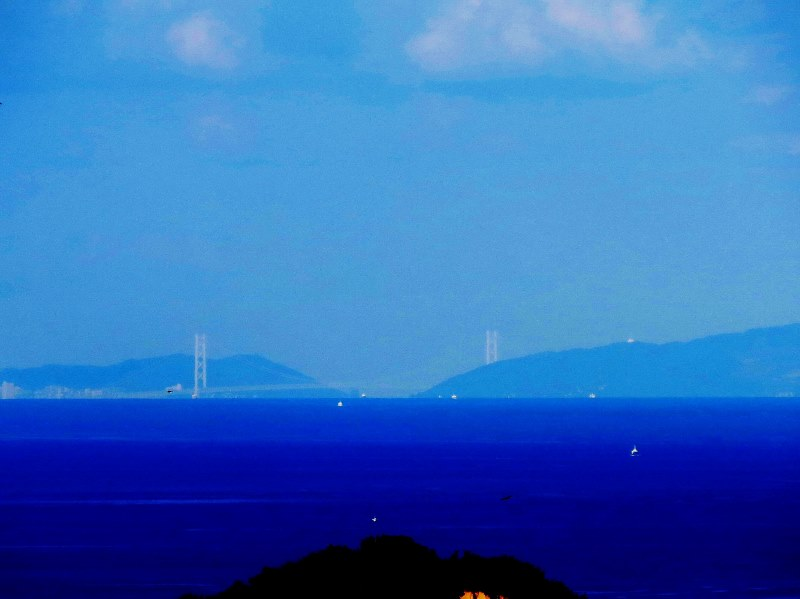
明石大橋（談古嶺）
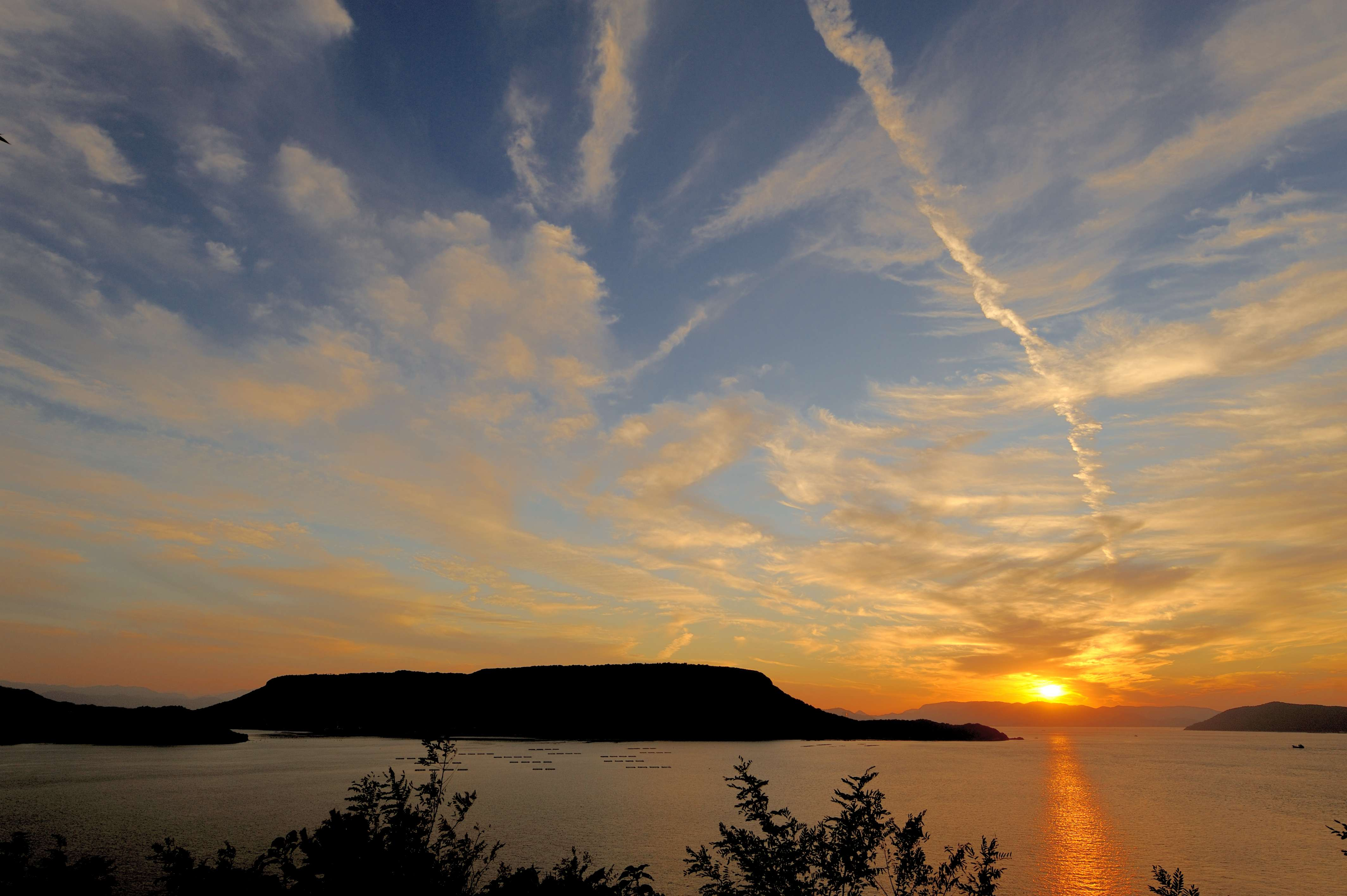
北東(御殿山)より
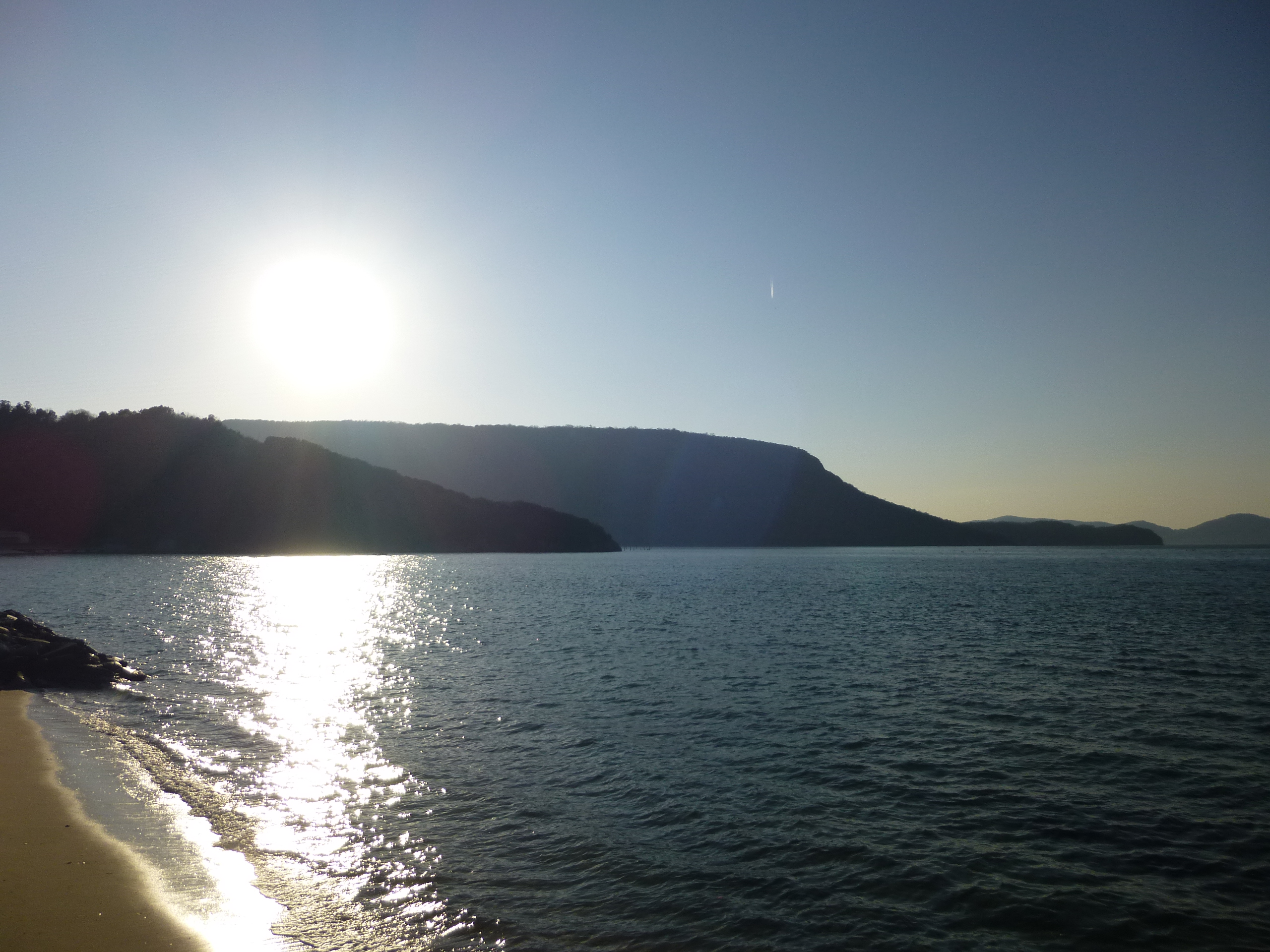
北東(舟隠し)より